# ولد امبني
ولد امبني هي بلدة ريفيّة موريتانية تقع في مقاطعة سيليبابي في منطقة كيدي ماغا في جنوب موريتانيا.

## الموقع
تقع بلدة ولد امبني في شمال غرب منطقة غيديماكا في جنوب موريتانيا، وتبلغ مساحتها 492 كيلومتر مربع، ويحدها من الشرق بلدتا بوعنز ودافور، ومن الجنوب بلدة التاشوط، ومن الجنوب الغربي بلدة أجار، ومن الغرب بلدة انجاجبني، بينما يحدها من الشمال الغربي بلدة تاركنت أهل مولاي اعل. وتتألف بلدة ولد امبني من أربعة عشر حيًّا، وهذه الأحياء هي:
- حي إهيل ماهام
- حي ولد امبني إيديباي
- حي هسي لاتاش
- حي إيل محمد ولد بووا
- حي أغوير
- حي حاسي ديوغال
- حي شتيبة
- حي ثينيل دجيبايا
- حي بوكي عبودي
- حي وندو جوما
- حي بيتيل
- محلة ولد امبني

## السكان
شهدت بلدة ولد امبني نموًّا سكانيًّا ملحوظًا خلال القرن الحادي والعشرين، حيث ارتفع عدد سكان البلدة من 5128 نسمة في عام 2000، إلى 7697 نسمة في عام 2013 بمُعدل نمو سنوي بلغ 3.3٪ على مدى 13 عامًا. وقد بلغ عدد سكان حي ولد امبني وحده 3271 من إجمالي عدد سكان بلدة ولد امبني البالغ عددهم 7697 نسمة في عام 2013.

## التاريخ
تأسست بلدة ولد امبني بموجب المرسوم الصادر في 20 أكتوبر عام 1987 بشأن تأسيس البلديات الموريتانية. وكان أول زعيم لقرية ولد امبني هو سانونو سامبا كامارا. وفيما يلي قائمة بأسماء حكام البلدة المُتعاقبين:
| الاسم              | تاريخ بداية الولاية | تاريخ انتهاء الولاية |
| ------------------ | ------------------- | -------------------- |
| اسماعيل سيلي كامرا | 2013                | 2018                 |
| محمد عهد ولد حسن   | 2018                | 2023                 |

## التقسيم الإداري
أصبحت بلدة ولد امبني بدءًا من عام 2018 جزءًا من منطقة التاشوط، والتي كانت عاصمتها هي بلدة اتاشوط. وقد شكك الكثير من الباحثين في الغرض من وراء تأسيس البلدة الجديدة، حيث لم يكُن هناك ما يبرر ذلك وهو ما أصبح يُمثّل مشكلة لكثير من سكان المنطقة بعد ذلك.

## الاقتصاد
تُشكل الزراعة النشاط الاقتصادي الرئيسي لسكان بلدة ولد امبني مثلهم في ذلك مثل سكان جميع البلدات الموريتانية الموجودة في المنطقة تقريبًا. ومع ذلك فلا يزال اقتصاد البلدة متواضعًا وهش بسبب ما يواجهه من عقبات تُعرقل محاولات تنميته، ولا سيما الظروف المناخية أو قلة الإمكانيات المتوفرة للمزارعين. وفي سبيل للتغلب على هذه المعوقات، قامت الحكومة الموريتانية بالتعاون مع المنظمات غير الحكومية المختلفة لتمويل عدد من المشاريع التي تُساعد على تحسين الظروف المعيشية لسكان البلدة.

## الأزمات

### أزمة الغذاء
واجهت منطقة كيدي ماغا عددًا من أزمات الغذاء والمجاعات المتكررة، فعلى الرغم من المساحات الزراعية الشاسعة في هذه المنطقة، وجد السكان صعوبة في تغطية احتياجاتهم الأساسية من الغذاء بعدما تضررت أراضيهم الزراعيّة بشدة من جراء تعرضها للصدمات المناخية والكوارث الطبيعية والصراعات. وفي سبيل مواجهة أزمات الغذاء المتكررة، تضافرت جهود بلديات أجار وعر وولد أمبني لبدء اتخاذ إجراءات مستدامة لمكافحة انعدام الأمن الغذائي. وفي بداية عام 2013، تمكنوا من التواصل مع منظمة غريت، وهي منظمة غير حكومية تعني بمحاربة الفقر وعدم المساواة في العالم، من أجل تطوير برنامج لتحسين الأمن الغذائي والتغذوي لسكان المنطقة. وفي 1 أبريل 2014 استطاعت الحكومات البلدية بالمنطقة إطلاق مشروع التعاونيات الزراعية بالتعاون مع جمعية أغيرا بي سي دي، وهي جمعية فرنسية تهتم بتقديم الدعم للتعاونيات الزراعية، وقد دعمت من قبل عددًا من التعاونيات الزراعية في منطقة كيدي ماغا. استغرق تنفيذ هذا المشروع ثلاث سنوات بميزانية بلغت 1500000 يورو.

### الأزمة الإنسانية
قدم صندوق هيئة الأمم المتحدة للسكان في ديسمبر عام 2020 التبرعات والمواد الإغاثية لبلدة ولد أمبني وست بلدات أخرى في المنطقة في أعقاب الفيضانات الشديدة التي تعرضت لها خلال موسم الأمطار عام 2020، حيث قدمت العديد من المجموعات المصنوعة من الحصير والبطانيات والحقائب التي تحتوي على أمتعة شخصية مخصصة للنساء، وتم توزيعها على سكان البلدية.